# Mansa pulchricornis
Mansa pulchricornis là một loài tò vò trong họ Ichneumonidae.